# San Pedro Nopala
San Pedro Nopala es una localidad del estado mexicano de Oaxaca. Es cabecera del municipio de San Pedro Nopala.

## Demografía
| Censo | Población |
| ----- | --------- |
| 1900  | 416       |
| 1910  | 519       |
| 1921  | 351       |
| 1930  | 434       |
| 1940  | 448       |
| 1950  | 523       |
| 1960  | 610       |
| 1970  | 818       |
| 1980  | 656       |
| 1990  | 509       |
| 1995  | 501       |
| 2000  | 423       |
| 2005  | 404       |
| 2010  | 405       |
| 2020  | 389       |